# أوسينجيمانا فوستين
أوسينغيمانا فوستين (وُلِد في 11 يونيو 1994) هو لاعب كرة قدم محترف دولي من رواندا، لعب في مركز قلب الدفاع لصالح نادي مصافي الوسط الرياضي. يُعَدّ أوسينغيمانا فوستين واحدًا من أعلى لاعبي كرة القدم الروانديين أجرًا.

## المسيرة مع الأندية
في شهر أغسطس من سنة 2021، انضم أوسينغيمانا إلى نادي بيلدكون الزامبي بموجب عقد لمدة ثلاث سنوات، مقابل أجر سنوي يبلغ 45.000 دولار. وقد لعب لعدة أندية في رواندا، من بينها نادي رايون سبورتس ونادي أ بي آر.
ساهم أوسينغيمانا في قيادة نادي رايون سبورتس إلى بلوغ دور المجموعات من بطولة كأس الكونفدرالية الأفريقية للمرة الأولى في تاريخه سنة 2018.
كما مثّل منتخب رواندا الوطني في جميع الفئات العمرية، بما في ذلك مشاركته في بطولة كأس العالم تحت 17 سنة التي أُقيمت في المكسيك، إضافةً إلى تمثيله لمنتخبي تحت 20 وتحت 23 سنة، وكذلك المنتخب الأول.